# Liechtenstein i olympiska sommarspelen 2004
Liechtenstein i olympiska sommarspelen 2004 bestod av 1 idrottare som blivit uttagna av Liechtensteins olympiska kommitté.